# Viana (warenhuis)
Viana was een Mexicaanse discountwarenhuisketen, gespecialiseerd in witgoed (huishoudelijke apparaten), beddengoed en handdoeken, maar ook kleding, meubels, cosmetica en technologie.

## Geschiedenis
De keten werd in 1953 opgericht door Israel Souza, met zijn vlaggenschipwinkel aan de Eje Central Lázaro Cardenas in Salto de Agua in het historische centrum van Mexico-Stad. In 2010 verwierf Viana de twaalf vestigingen tellende meubelketen Muebles Frey. Met ingang van 2014 had Viana 35 vestigingen in Greater Mexico City en 15 elders in Mexico. In 2015 werd de toen 51 filialen tellende keten overgenomen door Coppel, waarna de naam Viana uit het straatbeeld verdween.